# Simulium quadristrigatum
Simulium quadristrigatum är en tvåvingeart som beskrevs av Günther Enderlein 1934. Simulium quadristrigatum ingår i släktet Simulium och familjen knott. Inga underarter finns listade i Catalogue of Life.